# 薄寮市
薄寮市（越南语：／），又译“薄辽市”，是越南薄寮省省莅。是人口约15万的中等城市。

## 地理
薄寮市北和西北接永利县，南接南中国海，西接和平县，东接朔庄省永州市社。

## 历史
1976年，薄寮市社划归明海省管辖，并成为明海省省莅，更名为明海市社。
1978年12月29日，明海省重新划分行政区划，明海市社下辖8坊7社。
1979年7月25日，永泽社分设为永顺社和永和社，永利社分设为永合社和永城社。
1984年5月17日，明海市社更名为薄寮市社。
1984年12月18日，明海省省莅由薄寮市社迁至金瓯市社。
1987年2月14日，永合社和永城社合并为合城社。
1991年2月2日，第六坊并入第五坊，第四坊并入第七坊，第一坊并入第三坊和第八坊，永顺社和永和社合并为顺和社。
1996年11月6日，明海省重新分设为薄寮省和金瓯省，薄寮市社划归薄寮省管辖，并成为薄寮省莅。
1999年8月25日，顺和社分设为永泽社和永泽东社。
2002年5月13日，第七坊析置第一坊。
2003年12月24日，合城社析置茄沫坊。
2007年2月5日，薄寮市社被评定为三级城市。
2010年8月27日，薄寮市社改制为薄寮市；薄寮市下辖第一坊、第二坊、第三坊、第五坊、第七坊、第八坊、茄沫坊、合城社、永泽社、永泽东社7坊3社。
2014年4月16日，薄寮市被评定为二级城市。
2024年10月24日，越南国会常务委员会通过决议，自2024年12月1日起，第八坊部分区域并入第三坊。

## 行政区划
薄寮市下辖7坊3社，市人民委员会位于第三坊。
- 第一坊（Phường 1）
- 第二坊（Phường 2）
- 第三坊（Phường 3）
- 第五坊（Phường 5）
- 第七坊（Phường 7）
- 第八坊（Phường 8）
- 茄沫坊（Phường Nhà Mát）
- 合城社（Xã Hiệp Thành）
- 永泽社（Xã Vĩnh Trạch）
- 永泽东社（Xã Vĩnh Trạch Đông）